# Shahroud
Shahroud (en persan : شاهرود) ou parfois Emamshahr (en persan : امامشهر) est une ville de la province de Semnan en Iran, chef lieu de la préfecture de Shahroud. La ville, lieu de passage entre les villes de Téhéran et de Mashhad, se développa rapidement au cours des siècles. De nos jours, une importante base militaire occupe le sud de la commune, d'où fut tiré le lanceur Qased en 2020, qui a mis sur orbite le premier satellite militaire iranien.

## Géographie
Situé à environ 410 km à l'est de Téhéran, à mi-chemin entre la capitale et Mashhad et à la jonction avec la route de Gorgan, ce lieu de passage a remplacé, à l'époque moderne, la ville historique de Bastâm située dans les collines quelques kilomètres plus au nord. Shahroud se trouve aussi à proximité de l'antique Hécatompyles.
La ville est entourée par la chaîne de montagne de l'Alborz au nord, par le désert Dacht-e Kavir au sud, et elle est traversée par la rivière Tash. La présence des montagnes au nord permet à la commune de bénéficier d'un climat plus tempéré que les autres villes du désert.

## Histoire

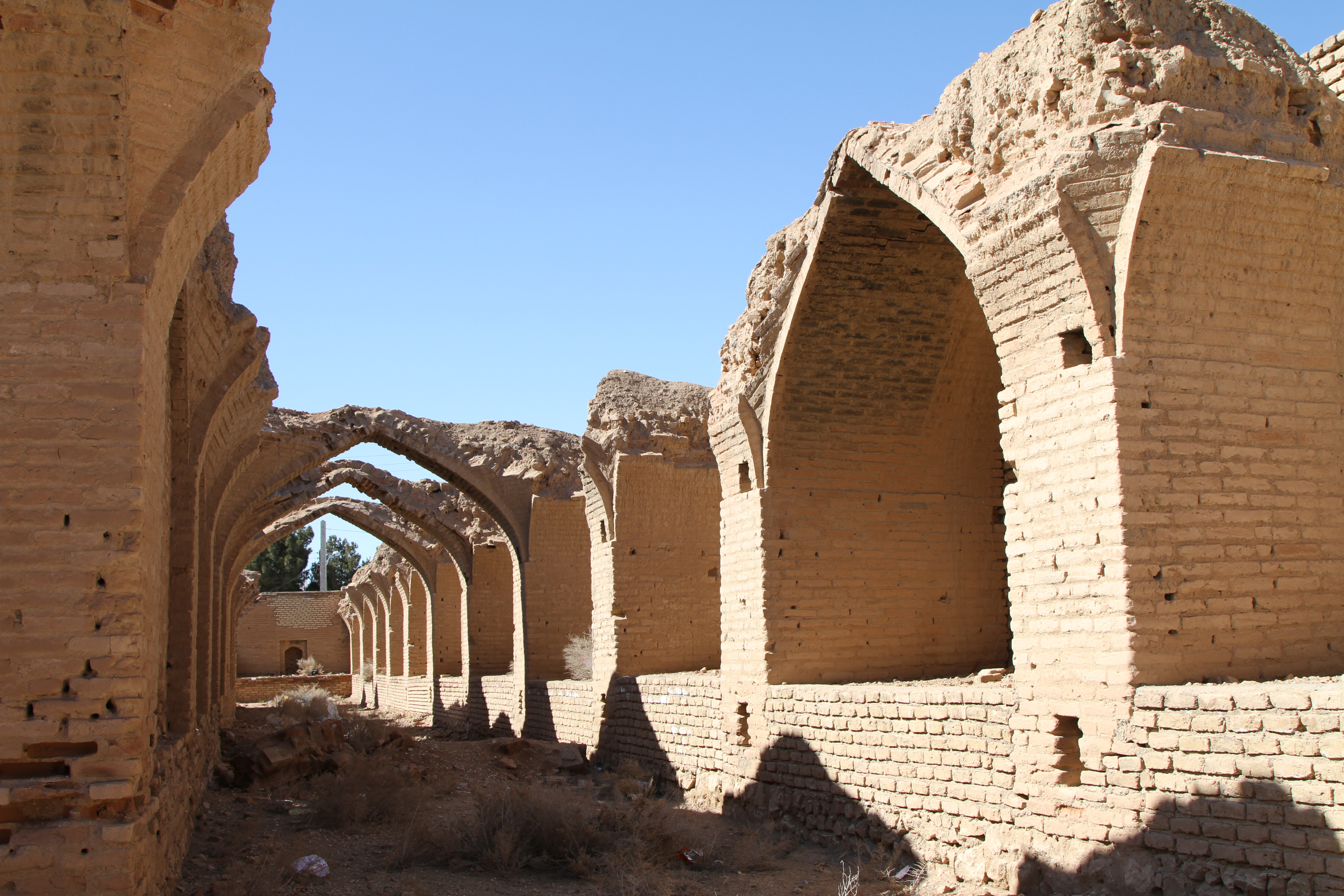
Ruines de la forteresse de Shahroud

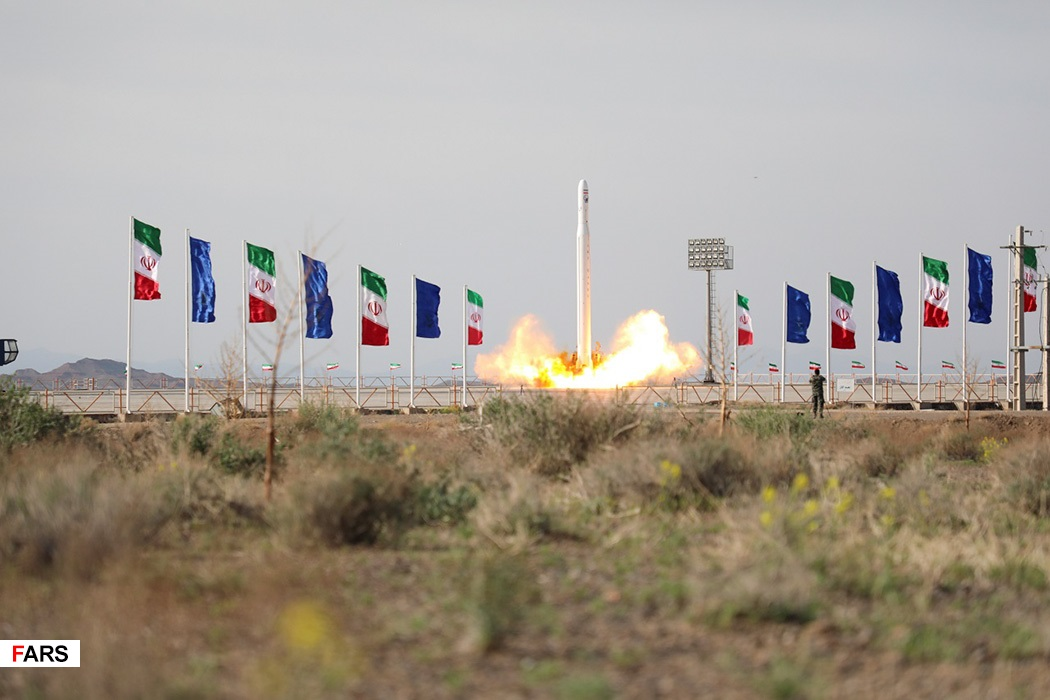
Décollage du lanceur Qased, depuis la base de lancement de Shahroud

En 2006, des traces de civilisation préhistorique vieilles de 8 000 ans ont été trouvées à Shahroud, parmi lesquelles des fours et des ateliers. Des zones de terre brûlée permettent également d'envisager la présence d'un atelier de poterie. Il s'agit du site préhistorique de Deh Kheyr, situé à 15 kilomètres au sud de la ville, dans la plaine de Shahroud. Ces découvertes, ainsi que d'autres trouvailles archéologiques dans la région, indiquent la présence de multiples villages dans la région du VIIe au Ve millénaire avant Jésus Christ.
Avec deux vieux châteaux et une petite ferme nommée « Shabdari », l'actuelle ville de Shahroud n'était guère qu'un village avant qu'elle ne se développe, au début du XIXe siècle, sous le règne de Fath Ali Shah de la dynastie Qajar. 
Les villages alentour, Byarjomand, Miami et Bastâm, ont cependant une histoire plus ancienne. Bastâm notamment, situé à 6 kilomètres au nord de Shahroud, aurait été fondé durant le règne de Shapour II (310 - 379). Pendant l'ère Abbasside, il s'agit de la deuxième plus grande ville de la province de Qûmis, après la ville de Dâmghân. La ville, mentionnée par le poète Nasser Khosrow au XIIe siècle, était signalée comme située au centre de cette même province. Malgré son importance, Bastâm perdit de l'influence à la suite des nombreuses attaques mongoles, et fut peu à peu remplacée par la ville actuelle de Shahroud. Une grande forteresse y fut construite à l'époque séfévide, lors des invasions afghanes .
Durant l'époque moderne, une base militaire fut installée (58e Division de Commandos) à une vingtaine de kilomètres au sud de Shahroud. Une base de lancement, le Centre spatial de Shahroud (en) y a été ajoutée. Elle fut utilisée le 22 avril 2020 pour l'envoi du premier lanceur orbital Qased, qui emportait le satellite militaire Nour 1. En août 2020, un observateur signalait sur Twitter que l'armée allait lancer depuis un tracteur-érecteur-lanceur situé dans cette base un nouveau lanceur, appelé Zuljanah (en) (il est finalement lancé depuis un pas de tir fixe situé à la Base de lancement de Semnan), qui servirait à la fois de missile balistique intercontinental (ICBM) et de lanceur de satellites.

## Climat
La ville de Shahroud a un climat désertique froid (selon la classification de Köppen), avec des étés chauds, et des hivers froids. Les précipitations y sont rares, et se produisent majoritairement en hiver et au printemps.
| Mois                                | jan.  | fév.  | mars  | avril | mai   | juin  | jui.  | août  | sep.  | oct.  | nov.  | déc.  | année   |
| ----------------------------------- | ----- | ----- | ----- | ----- | ----- | ----- | ----- | ----- | ----- | ----- | ----- | ----- | ------- |
| Température minimale moyenne (°C)   | −3,6  | −1,9  | 2,5   | 7,9   | 12,7  | 17,1  | 20    | 18,5  | 14    | 8     | 2,6   | −1,5  | 8       |
| Température moyenne (°C)            | 1     | 3,4   | 8,6   | 15,1  | 20,3  | 25    | 27,3  | 26    | 22,1  | 15,3  | 9     | 3,1   | 14,7    |
| Température maximale moyenne (°C)   | 5,8   | 8,4   | 14,3  | 21,1  | 26,5  | 31,3  | 33,5  | 32,4  | 29,2  | 22,3  | 15,1  | 8,2   | 20,7    |
| Record de froid (°C)                | −14   | −14   | −8,8  | −7    | −1    | 6     | 10    | 8     | 2     | −3    | −10   | −11   | −14     |
| Record de chaleur (°C)              | 19    | 20    | 29    | 31,4  | 36    | 39    | 42    | 42    | 37    | 32    | 24    | 19,2  | 42      |
| Ensoleillement (h)                  | 167,5 | 174,4 | 212,1 | 230,3 | 279,2 | 330,1 | 340,4 | 337,4 | 294,8 | 252,2 | 205,9 | 170,3 | 2 994,6 |
| Précipitations (mm)                 | 28,6  | 19,3  | 28    | 23,7  | 21,5  | 3,9   | 1,5   | 1,8   | 2,3   | 7,9   | 9,4   | 19,8  | 167,7   |
| Nombre de jours avec précipitations | 7,1   | 6,8   | 8,3   | 8,2   | 9,1   | 3,6   | 1,8   | 1,5   | 1,9   | 4,8   | 4,5   | 6     | 63,6    |
| Humidité relative (%)               | 65    | 59    | 51    | 45    | 42    | 37    | 36    | 37    | 39    | 48    | 52    | 64    | 48      |
| Nombre de jours avec neige          | 4,2   | 3,1   | 1,3   | 0,2   | 0     | 0     | 0     | 0     | 0     | 0     | 0,3   | 2,6   | 11,7    |

## Sites notables

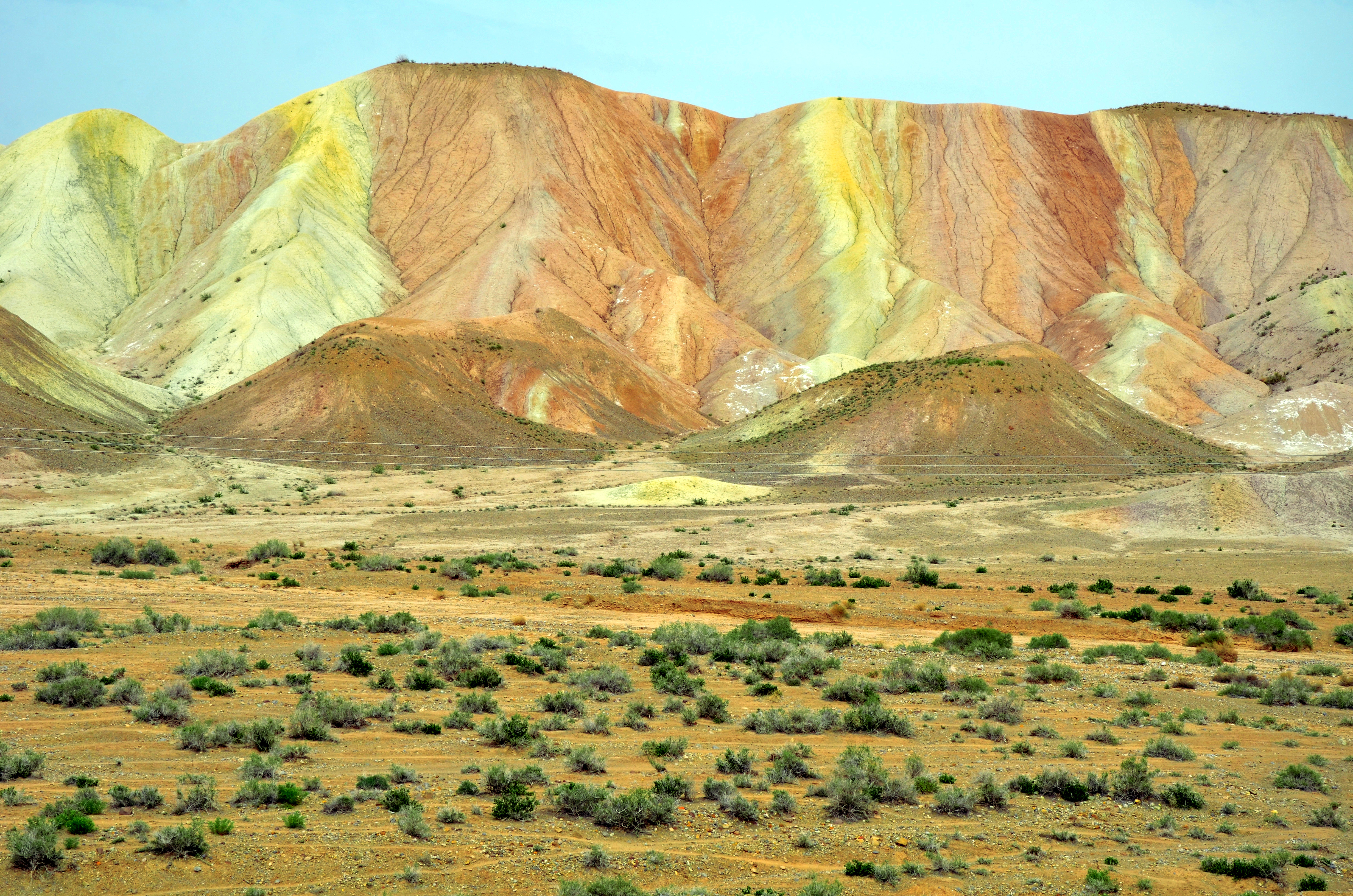
Montagnes colorées de la région de Shahroud

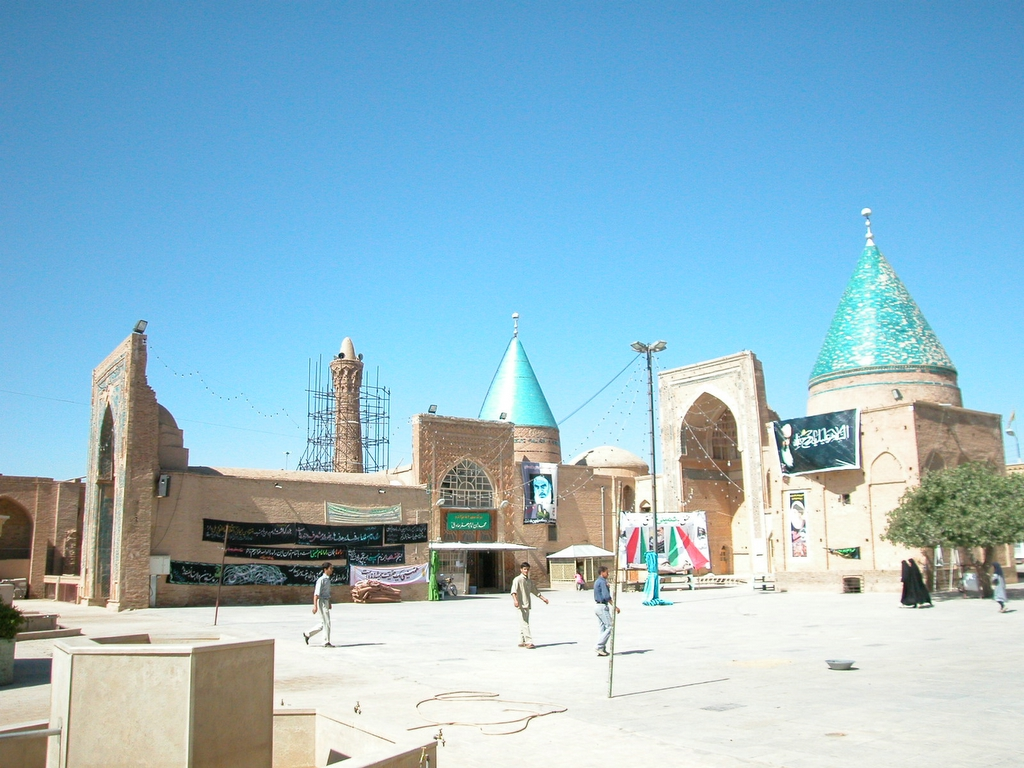
Tombeau de Abû Yazid al-Bistami, à Bastâm

La ville de Shahroud possède un environnement varié, avec des forêts au nord, et le désert central d'Iran au sud. Les lieux les plus notables de la commune sont les suivants:
- Les forêts mixtes hyrcaniennes de la Caspienne (à 30 km de Shahroud), inscrites au Patrimoine mondial de l'UNESCO, se trouvent au nord de la ville, et forment un merveilleux mélange d'éléments naturels. Deux à trois heures avant le coucher du soleil, les nuages descendent  dans la forêt, appelée Jangal-e Abr (Forêt des Nuages). Cette dernière est l'une des plus anciennes forêt d'Iran, et elle présente plusieurs collines et chutes d'eau[5].
- Les hauts sommets de la chaîne de montagnes de l'est de l'Alborz sont également situés à une trentaine de kilomètres au nord de la ville. Parmi eux, le Kuh-e Shahvar s'élève à plus de 4 000 mètres d'altitude. C'est le plus haut sommet de cette partie de la chaîne.
- La région compte également de nombreuses collines et montagnes colorées, les différentes zones de couleur formant des zébrures sur les reliefs

- Mosquée seldjoukide située à Bastâm, construite vers 1120.
- Le village de Kharaqan, situé à 12 km de Bastâm, où se trouve la tombe d'Abul-Hassan Kharaqani, célèbre mystique soufi du XIIe siècle. Le village connut son expansion maximale aux XIVe et XVe siècles.
- Ruines du château Byar : situées au sud-est de Bastâm et à proximité du bord du désert, elles contiennent une vieille mosquée ainsi qu'un vieux mur avec trois portes.
- Mosquée Farumad, située dans le village éponyme à 165 km au nord-est de Shahroud.
- Musée de Shahroud : remontant à la fin de la période Qajar et au début de la période Pahlavi, ce bâtiment municipal en briques à deux étages fut transformé en musée en 1988 après avoir été rénové. Il présente un département d'archéologie et un autre d'ethnologie.

## Éducation
La ville de Shahroud dispose de trois universités :
- Université Islamique Azad de Shahroud
- Université des Sciences Médicales de Shahroud
- Université de Technologie de Shahroud

## Personnalités
- Saman Arastoo (1967-), acteur et réalisateur, est né à Shahroud.